# Lechea stricta
Lechea stricta är en solvändeväxtart som beskrevs av Leggett och Nathaniel Lord Britton. Lechea stricta ingår i släktet Lechea och familjen solvändeväxter. Inga underarter finns listade i Catalogue of Life.